# حادثة طائرة بوينغ كيه سي-135 في حرب الخليج 1991
في 6 فبراير 1991، أقلعت طائرة من طراز بوينغ كيه سي -135 تابعة للقوات الجوية الأمريكية من قاعدة الملك عبد الله الجوية في جدة، لتنفيذ مهمة تزويد بالوقود في إطار عمليات حرب الخليج. كان على متن الطائرة طاقم مكون من أربعة أفراد. وأثناء تحليقها فوق صحراء المملكة العربية السعودية، تعرض المحركان الأول والثاني، الواقعان على الجناح الأيسر، لعطل مفاجئ. ولتفادي الهبوط الاضطراري، بدأ الطاقم في تفريغ حمولة الوقود لتخفيف وزن الطائرة. وبسبب النظام الهيدروليكي المرتبط بالمحرك، تم تنفيذ عملية الهبوط دون الاعتماد على الطيار الآلي بشكل كامل، وهبطت الطائرة بسلام في جدة.

## خلفية

### الطائرة
الطائرة من طراز بوينغ كيه سي -135، من صنع شركة بوينغ عام 1959، برقم تسلسلي 17758. تعمل الطائرة بأربعة محركات برات آند ويتني نوع TF33-PW-102.

### الطاقم
يتكون طاقم الطائرة من:
- قائد الطائرة: كيفن سويني
- الطيار: جاي سيلاندرز
- جريج ميرميس
- ستيف ستاكي

## تفاصيل الحادث
كان من المقرر أن تقلع طائرة WHALE 05 من جدة في الساعة 17:24 بالتوقيت المحلي، وارتفعت إلى ارتفاع 25,000 قدم (7,600 متر) بغرض تنفيذ عملية تزويد بالوقود جوًا. وفي الوقت نفسه تقريباً، أقلعت طائرة أخرى من طراز بوينغ كيه سي -135، وكانت تتبع نفس المسار. بعد الوصول إلى الارتفاع المخطط له، قام الطيار المساعد في الطائرة الثانية بتفعيل نظام الطيار الآلي، وكانت طائرتهم تبتعد بحوالي ميل بحري واحد فقط خلف الطائرة الأولى.
بعد مرور نحو 45 دقيقة من الإقلاع، تعرضت WHALE 05 إلى اضطراب هوائي شديد من الطائرة التي أمامها، ما أدى إلى انحراف حاد فوري تجاوز 110 درجات إلى اليسار، تلاه انحراف مماثل إلى اليمين خلال ثوانٍ قليلة. قام القائد بتفعيل مكابح السرعة لاستعادة توازن الطائرة، ونجح في إعادتها إلى وضع شبه أفقي. وخلال تلك اللحظات، انفصل المحركان الأول والثاني من الجناح الأيسر وسقطا عن الطائرة.
عقب الاستعادة الجزئية للطائرة، انطلقت إنذارات الحريق في المحركين الأيسرين، ما دفع القائد إلى تكليف مشغّل ذراع التزود بالوقود للتأكد من الأمر بنفسه، فأبلغه بأنه لا يوجد حريق، لكن المحركين اختفيا تمامًا. وبما أن الطائرة لم تقضِ وقتًا طويلًا في الجو، كانت لا تزال تحمل ما يقرب من 31,000 جالون من الوقود. أدى سقوط المحركات إلى تلف مضخات الوقود، ونظام الاستقبال الهيدروليكي، وعجلات الهبوط، كما بدأ الوقود يتسرب من الجناح الأيسر.
لمواصلة الحفاظ على ارتفاع الطائرة والتعامل مع تسرب الوقود، أعلن القائد نداء استغاثة "ماي داي" وقرر العودة إلى جدة. عادت الطائرة إلى التحليق المستوي على ارتفاع 16,000 قدم (4,900 متر)، ووصلت إلى قاعدة الملك عبد الله الجوية بعد ساعة و15 دقيقة من الإقلاع.
وبسبب تلف النظام الهيدروليكي، تم إنزال معدات الهبوط يدويًا. طلب الطيار الهبوط على المدرج 34L لكونه الأطول ومجهزًا بنظام الهبوط الآلي (ILS). خلال عملية الهبوط، قام الطيار بتفعيل العكوس الدفعية للمحرك الثالث، لكنه توقف عن استخدامها فورًا بسبب مشاكل في التحكم بالاتجاه. ورغم تلف عدة إطارات، هبطت الطائرة بسلام وتوقفت على المدرج، على بعد حوالي 300 متر (1,000 قدم) من نهايته.

## التحقيقات
في بداية التحقيقات، ظهرت تكهنات بأن الحادث قد يكون متعمدًا نظرًا لكون الطائرة ناقلة وقود وتعمل في أجواء حرب الخليج، إلا أن هذا الاحتمال تم استبعاده بعد العثور على المحركين المنفصلين. كما طُرحت فرضية أن تفعيل الدفع العكسي هو ما تسبب في انفصال المحركات، غير أن التحقيقات أظهرت أن الانحرافات الحادة التي تعرضت لها الطائرة بزاوية تجاوزت 110 درجات أولًا نحو اليمين ثم نحو اليسار خلال فترة زمنية قصيرة كانت نتيجة اضطراب هوائي شديد أحدثته طائرة أخرى من نفس الطراز كانت تحلق على بُعد بضعة أميال.
كشفت التحقيقات أن الطائرة الثانية، التي أقلعت قبل الطائرة الأولى، كانت قد غيّرت ترتيب الإقلاع المحدد، مما أدى إلى أن الطائرة الأولى دخلت في اضطرابات هوائية خلفية قوية تسببت في تعرضها لقوى جاذبية عالية جعلتها تتأرجح بشكل حاد. وتمكنت الطائرة من استعادة استقرارها بفضل التنسيق بين أفراد الطاقم وبراعة القائد في السيطرة على الوضع.
أُعيدت الطائرة إلى الخدمة بعد إصلاحها، واستمرت في أداء مهامها العسكرية لمدة 13 سنة إضافية، قبل أن تُحال للتخزين في مجموعة الطيران رقم 309 للصيانة والتجديد.

## في الثقافة العامة
تم تجسيد الحادث في الحلقة السابعة من الموسم الحادي والعشرين من المسلسل الوثائقي الكندي ماي داي: تحقيقات الكوارث الجوية بعنوان "كارثة في المهمة".